# Fædrelandsvennen
Fædrelandsvennen (lokal auch Fevennen genannt) ist eine norwegische Tageszeitung, die in Kristiansand (Vest-Agder) herausgegeben wird. Bei der Zeitung arbeiten 235 Angestellte. Die Papierversion erreichte im April 2005 rund 120.000 Leser täglich, im Jahr 2010 lag die Auflage bei knapp 38.000 Exemplaren. Bis 2022 sank die Auflage nur um fast 1000 Exemplare und liegt bei 37.000 Stück.
Verantwortlicher Redakteur (2022) ist Eivind Ljøstad.
Fædrelandsvennen ist Miteigner einer ganzen Reihe anderer Tageszeitungen und Medien, unter anderem die Zeitungen Lindesnes Avis (65,8 %), Lister (Farsunds Avis) (58,19 %) und Søgne og Songdalen Budstikke (49 %), die Radiosender Radio Sør SUS (100 %), Radio Kristiansand (40 %) und Kanal 24 (18 %) sowie die lokalen Fernsehsender TV-Sør (88 %) und Aust Agder Lokal TV (5,8 %).